# Challenger WTA de Montevideo 2023
El Montevideo Open 2023 fue un torneo de tenis profesional jugado en canchas de tierra batida. Fue la 3.ª edición del torneo y formó parte de los Torneos WTA 125s en 2023. Se llevó a cabo en Montevideo, Uruguay, entre el 4 de diciembre al 10 de diciembre de 2023.

## Cabezas de serie

### Individuales
| Tenista                    | Ranking | Preclasificada |
| Diane Parry                | 94      | 1              |
| Renata Zarazúa             | 135     | 2              |
| Martina Capurro Taborda    | 153     | 3              |
| Julia Riera                | 163     | 4              |
| María Lourdes Carlé        | 110     | 5              |
| Miriam Bulgaru             | 201     | 6              |
| Solana Sierra              | 209     | 7              |
| Valentini Grammatikopoulou | 217     | 8              |

- Ranking del 27 de noviembre de 2023.

### Dobles
| Tenista                                | Ranking | Preclasificada |
| Amina Anshba Quinn Gleason             | 199     | 1              |
| Despina Papamichail Valeriya Strakhova | 215     | 2              |
| Julia Lohoff Conny Perrin              | 230     | 3              |
| Freya Christie Yuliana Lizarazo        | 258     | 4              |

## Campeonas

### Individuales femeninos
Renata Zarazúa venció a  Diane Parry por 7–5, 3–6, 6–4

### Dobles femenino
María Lourdes Carlé /  Julia Riera vencieron a  Freya Christie /  Yuliana Lizarazo por 7–6(5), 7–5